# 大双筒望远镜
大双筒望远镜是位于美国亚利桑那州，海拔3300米格拉漢姆山的望遠鏡，是格拉汉姆山国际天文台的一部分。
大双筒望远镜的主镜由硼硅玻璃制成，焦比为1.142，是在亚利桑那大学史都华天文台的镜面实验室浇铸的。两个主镜的口徑都是8.4米，在北美大陸僅小於德州麦克唐纳天文台霍比-埃伯利望远镜的9.2米主鏡。等效口径为11.8米，是目前世界最大的光學望遠鏡。如果作为干涉仪，大双筒望远镜的最大角分辨率相当于一台口径为22.8米的望远镜。望远镜的观测室为方形，架设在直径23米的圆形轨道上，观测室四面都有可开合的通风口。大雙筒望遠鏡的光學性能極為優越，其斯特列爾比（Strehl Ratio）在紅外線H波段為60-90%，而在M波段更達到95%。

## 計畫概要
大双筒望远镜原名哥伦布计划，是一个多国合作项目。参与者有由意大利天文学界（由義大利國家天文物理研究所代表）；美国亚利桑那大学、亚利桑那州立大学、北亚利桑那大学、俄亥俄州立大学、明尼苏达大学、弗吉尼亚大学、圣母大学、德国天文学界（LBT Beteiligungsgesellschaft，參與單位有位於海德堡的马克斯·普朗克天文研究所和王座山天文台、位於波茨坦的波茨坦萊布尼茲天文物理研究所、位於慕尼黑的馬克斯·普朗克太空物理學研究所、位於波昂的馬克斯·普朗克無線電天文學研究所），以及一家位於土桑的研究諮詢公司。
該望遠鏡的設計使用兩個裝置在同一基座上的口徑8.4公尺主鏡，因此被稱為「雙筒望遠鏡」。大雙筒望遠鏡安装了由義大利阿切特里天文台製作的主动光学和自适应光学系统。該望遠鏡的兩個主鏡總集光面積大約是111平方公尺，相當於口徑11.8公尺的單一主鏡，因此他的集光面積高於目前其他單一望遠鏡，但因為光線是在比較低繞射極限下收集，並且不是以相同的方式匯聚，因此在許多方面和單一望遠鏡並沒有可比性。同時，在干涉模式下它的最大基線是22.8公尺，化零干涉時最大基線則是15公尺。干涉功能是在使用波長2.9到13微米近紅外線波長的儀器大雙筒望遠鏡干涉儀（LBTI）時沿著單一方向起作用

### 天文台址的爭議
大雙筒望遠鏡所選擇的台址引發了巨大的爭議。附近聖卡洛斯阿帕契印地安人保留區的部落宣稱格拉漢姆山是他們的聖地；環保人士宣稱天文台的建設會讓北美紅松鼠的亞種，屬於瀕危物種的格拉漢姆山紅松鼠的處境會更加危險。環保人士和部落居民提起了40次訴訟，其中8次在聯邦上訴法院結束。該計畫在美國國會通過相關法案後在法律上占了上風而得以進行。
大雙筒望遠鏡和它所屬的天文台在8年內遭遇兩次重大火災，最近一次發生於2004年夏季。而當地的松鼠持續生存，專家則認為松鼠數量波動和堅果產量有關，與天文台造成的環境變化無關。

## 開光

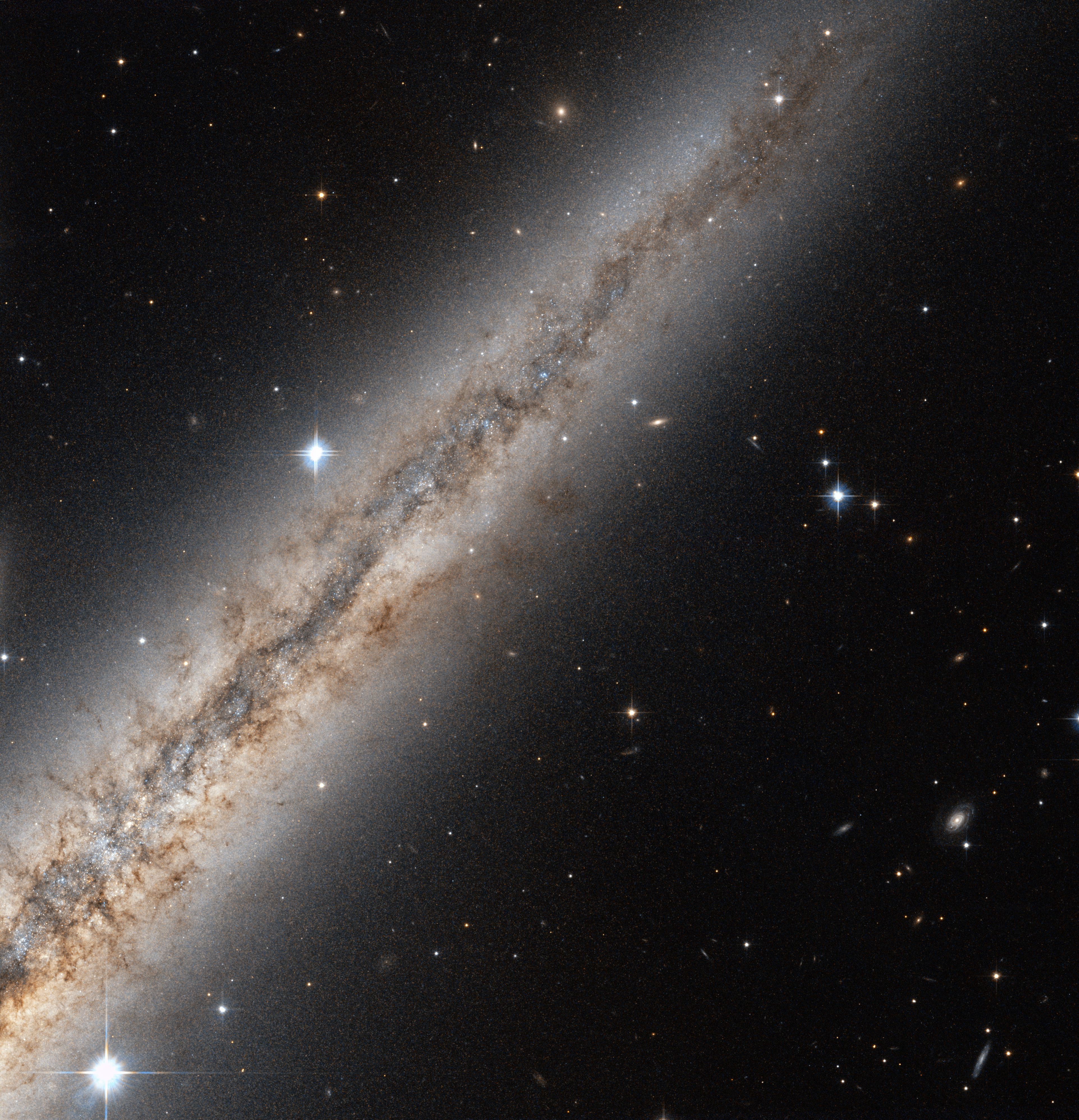
NGC 891被選為大雙筒望遠鏡開光的目標天體。

大雙筒望遠鏡的第一面主鏡於2004年10月完成，並於2005年10月12日開光，觀測天體是NGC 891。第二面主鏡於2006年1月完成，2006年9月18日开始观测。2008年1月兩面主鏡首次同時進行觀測。
大雙筒望遠鏡兩面主鏡同時觀測的第一個目標是距離地球8800萬光年，距離地球相對較近的的螺旋星系NGC 2770，並拍攝了以三種顏色代表不同波長的假色影像。該星系有一個由恆星組成的星系盤，並有一群發光氣體稍微偏離從地球觀測的視線方向。
第一次拍攝影像是紫外線和綠色波段的合成，該影像對懸臂中成群的新形成高溫恆星特別明顯。第二次所拍攝的則是合成兩幅深紅色影像以強調較年老、低溫恆星在星系內較平均的分佈。第三次的影像則合成紫外線、綠色和深紅色影像以了解不同溫度恆星在星系內分布的結構細節。拍攝影像的照相機和成像儀是由參與大雙筒望遠鏡照相機團隊，現任職於羅馬天文台的Emanuele Giallongo設計。
在雙主鏡合成孔徑模式下，望遠鏡集光面積達到111平方公尺，相當於單一主鏡的口徑11.8公尺望遠鏡。如果將兩面主鏡收集的光匯聚，則可拍攝相當於口徑22.8公尺望遠鏡的銳利影像，這項功能在2008年首次進行測試。而大雙筒望遠鏡的兩面主鏡可以只使用一面觀測，或者兩面主鏡可以在各自使用不同儀器下同時對同一個天體進行觀測，並拍攝兩幅影像。

## 自适应光学
2010夏季，主要是用來修正次鏡扭曲，而不是進一步修正大氣層擾動造成影像失真的開光自適應光學（First Light Adaptive Optics，FLAO）系統正式啟用。因為他的單一主鏡口徑即有8.4公尺，因此在某些特定波長影像的解析度超越了哈伯太空望遠鏡，並且其斯特列爾比達到60-80%，超過了較舊式自适应光学的20-30%，而相同口徑下如不使用自适应光学，該比值更只有1%。在這之前，阿切特里天文台和亞利桑那大學已在多镜面望远镜測試望遠鏡次鏡的自适应光学系統。

## 媒體出镜
大雙筒望遠鏡曾經出現在探索頻道系列節目《龐然大物》（Really Big Things）、國家地理頻道系列節目《超大建筑狂想曲》（Big, Bigger, Biggest）、英國廣播公司系列節目《仰望夜空》。BBC Radio 4廣播節目《The New Galileos》介紹大雙筒望遠鏡和詹姆斯·韦伯太空望远镜。

## 大雙筒望遠鏡的發現
大雙筒望遠鏡與XMM-牛顿卫星共同發現了距離地球超過70億光年的星系團2XMM J083026+524133。2007年大雙筒望遠鏡偵測到了伽玛射线暴GRB 070125的26等餘暉。

## 使用儀器

大双筒望远镜和其他著名光学望远镜主镜面积比较，点选影像可看大图。

以下是大雙筒望遠鏡目前或計畫使用的儀器：
- 大雙筒照相機（Large Binocular Camera，LBC）：可見光與近紫外線廣視野主焦點攝影機；一個對藍色光最佳化，另一個則是紅色光最佳化。
- 波茨坦階梯光柵偏極與光譜儀（Potsdam Echelle Polarimetric and Spectroscopic Instrument，PEPSI）：位於合併焦點的高解析度光學攝譜儀和超高解析度偏極成像儀。
- 多目標雙重攝譜儀（Multi-Object Double Spectrographs，MODS）：兩個光學多目標和長狹縫攝譜儀和攝影機，可在單或雙主鏡模式下使用。
- 大雙筒望遠鏡影像場河外星系搜尋攝影機（與攝譜儀，LBT Utility Camera（& Spectrograph）Imaging Fields for Extragalactic Research，LUCIFER）：兩個多目標和長狹縫紅外線攝譜儀和成像儀。該成像儀的兩個攝影機可以在视宁度極限和自适应光学開啟後繞射極限狀況下觀測。
- 大雙筒望遠鏡干涉照相機/近紅外線與可見光自適應天文干涉儀（LBT INterferometric Camera/Near-IR / Visible Adaptive INterferometer for Astronomy）：在合併焦點上包含自适应光学系統的廣視野干涉成像儀。
- 大雙筒望遠鏡干涉儀/L與M波段紅外線照相機（Large Binocular Telescope Interferometer/L/M-band（3−5 µm）InfraRed Camera，LBTI/LMIRCAM）：在合併焦點上的2.9到5.2微米斐索成像儀和中解析度光譜稜鏡。
- 大雙筒望遠鏡干涉儀/化零優化中紅外線照相機（Large Binocular Telescope Interferometer/Nulling-Optimized Mid-Infrared Camera，LBTI/NOMIC）：在合併焦點上對原行星和塵埃盤進行觀測的N波段化零成像儀。
- 開光自適應光學（First Light Adaptive Optics，FLAO）：修正大氣層扭曲
- ARGOS（先進瑞利表層導引自適應光學系統，Advanced Rayleigh Guided Ground Layer Adaptive Optics System）：多重雷射導星單元，可使用表層或多重共軛自適應光學系統[22]。

## LBT聯盟
以下是大雙筒望遠鏡計畫參與單位：
- 美國亞利桑那州（25%）：
  - 亞利桑那大學
  - 亞利桑那州立大學
  - 北亞利桑那大學

- 義大利（25%）：
  - 義大利國家天文物理研究所
  - 阿切特里天文台
  - 波隆納天文台
  - 羅馬天文台
  - 帕多瓦天文台
  - 布雷拉天文台

- 德國（25%）：
  - 马克斯·普朗克天文研究所
  - 王座山天文台
  - 波茨坦天文物理研究所
  - 馬克斯·普朗克太空物理學研究所
  - 馬克斯·普朗克無線電天文學研究所

- 研究諮詢公司（12.5%）：
  - 俄亥俄州立大学
  - 圣母大学
  - 明尼苏达大学
  - 弗吉尼亚大学

- 俄亥俄州立大学（12.5%）

## 圖集

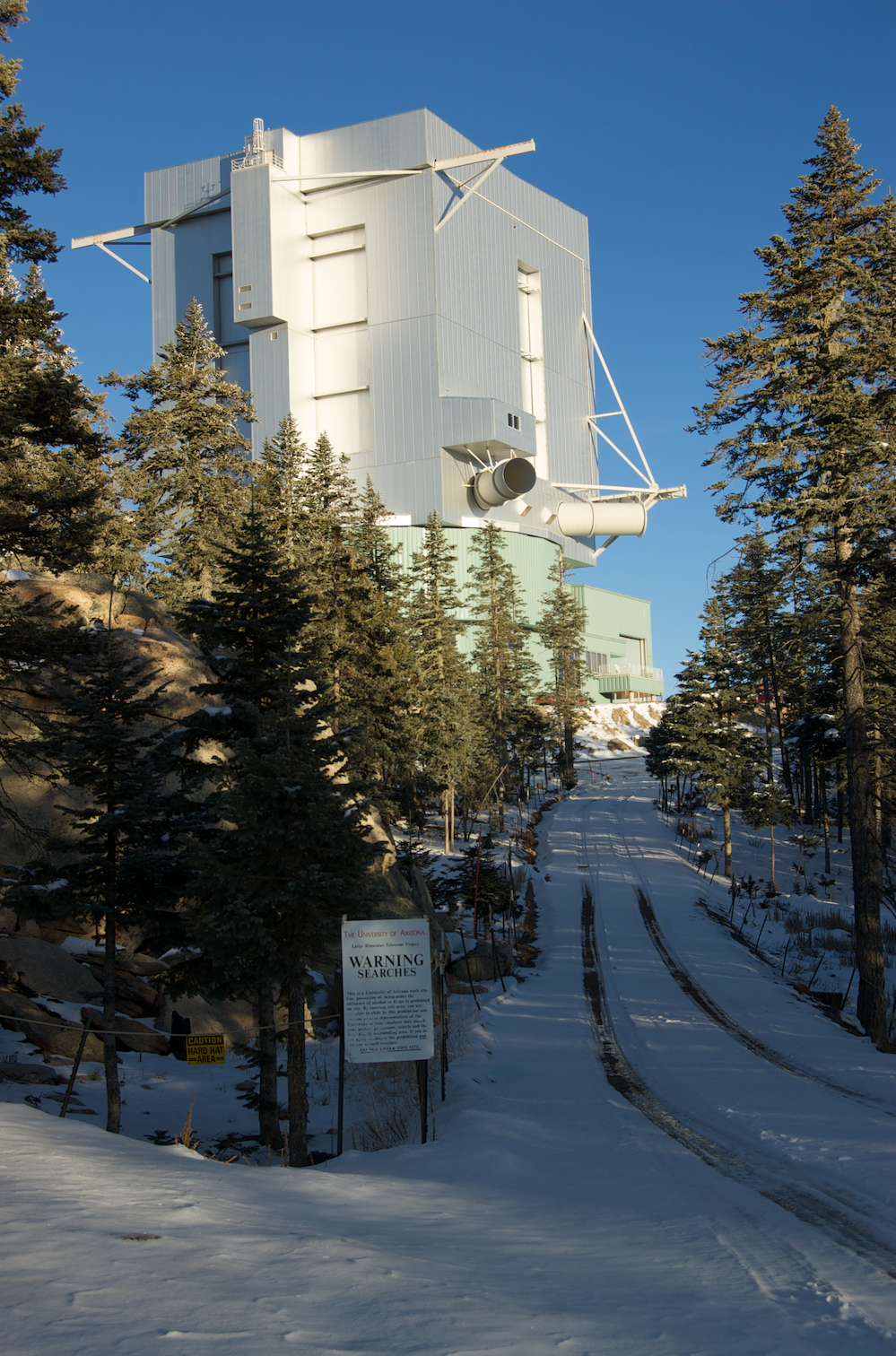
2007年11月26日拍攝
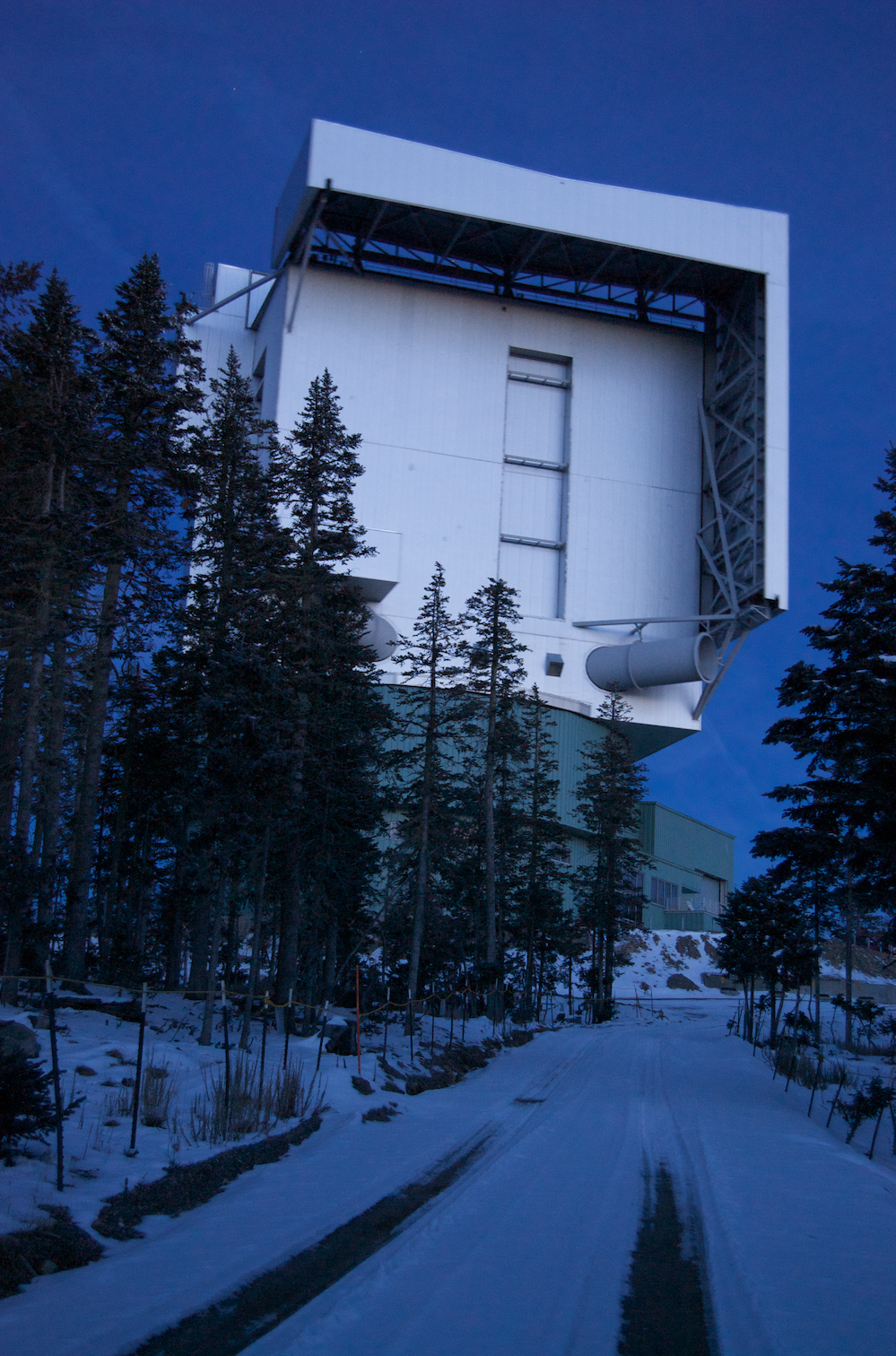
2007年11月26日黃昏拍攝
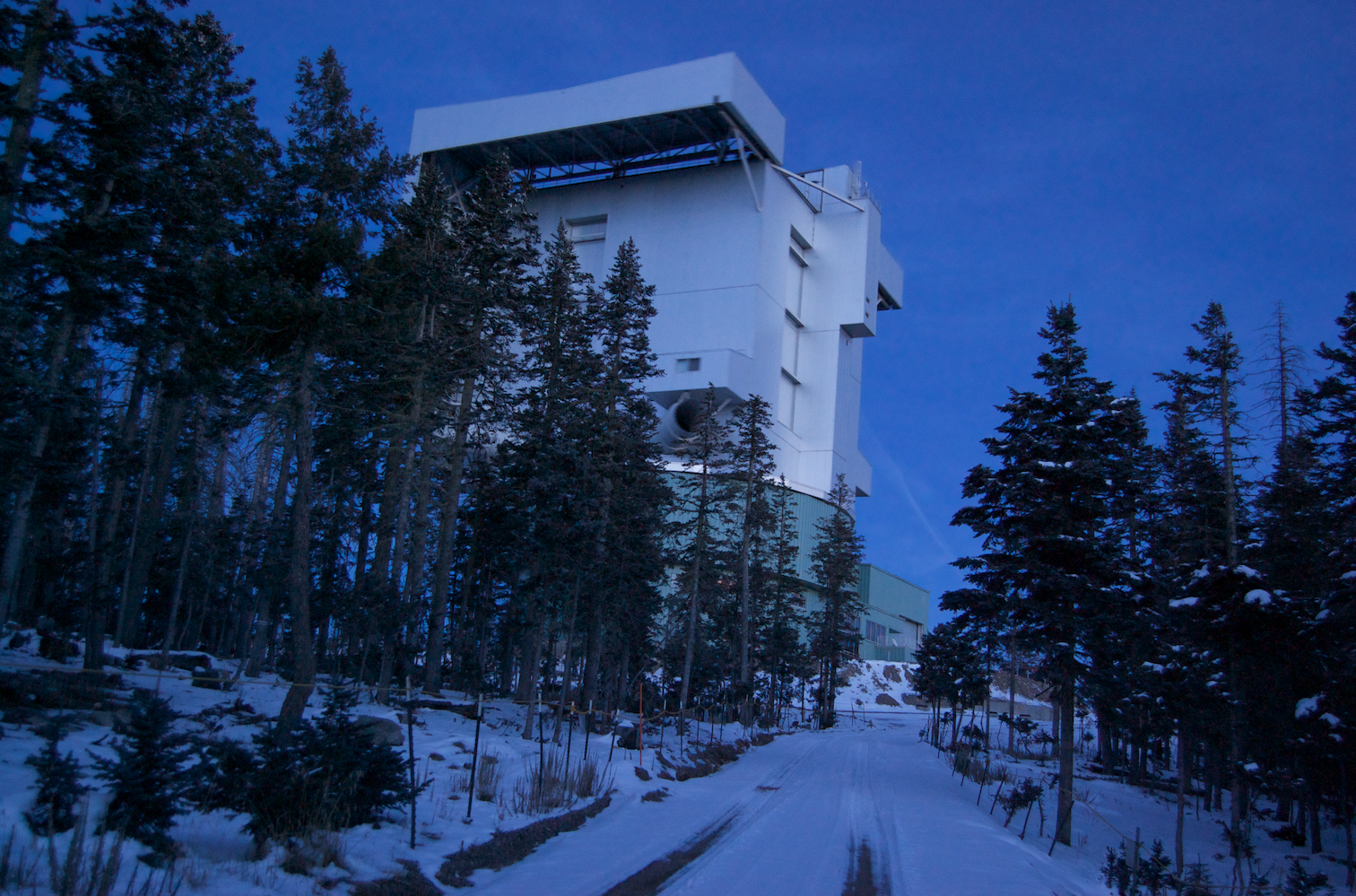
2007年11月26日黃昏拍攝，圓頂已水平旋轉改變其方位角
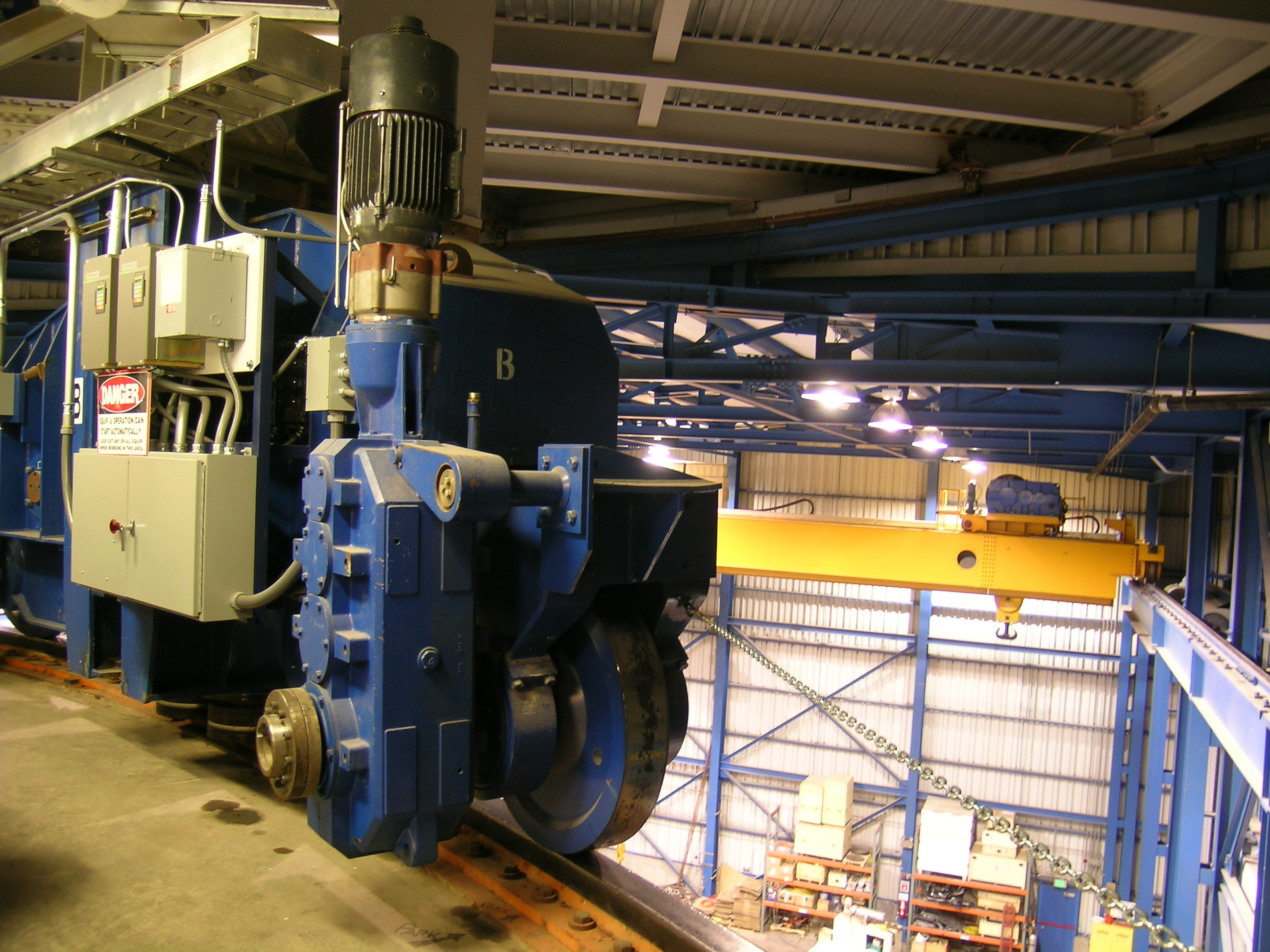
方位角方向旋轉軌道近距影像
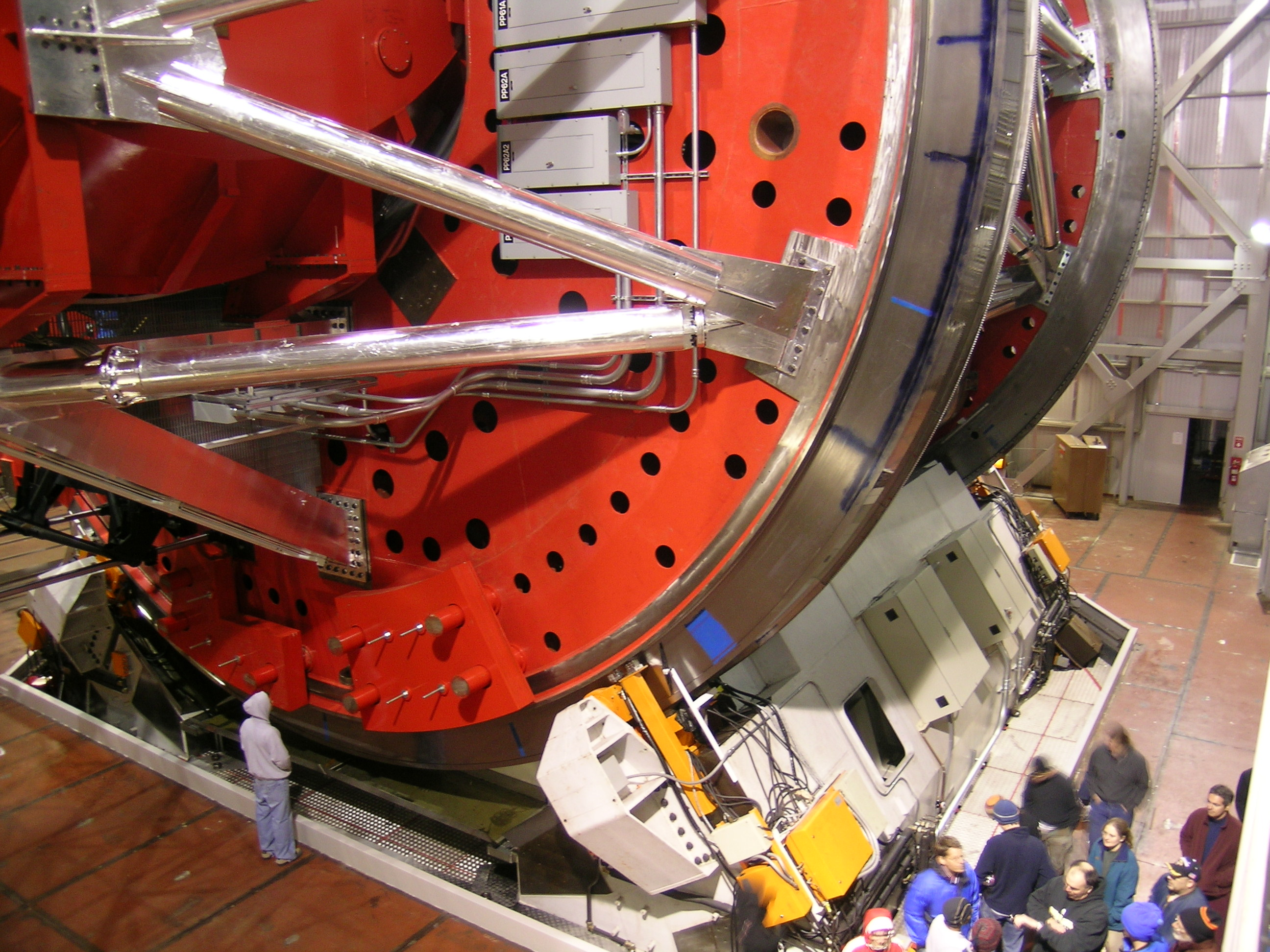
仰角方向旋轉軌道，注意影像中人的身高
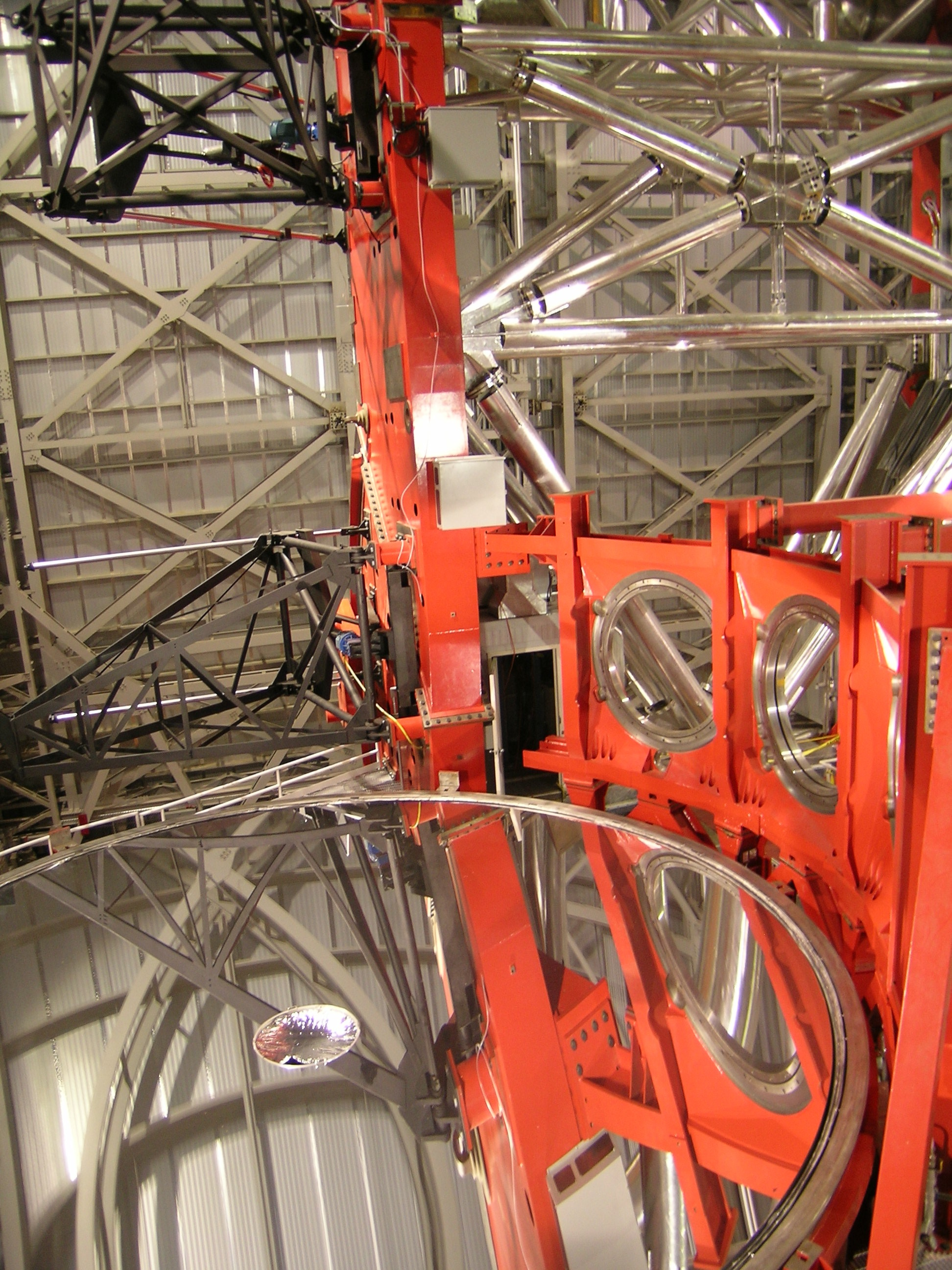
大雙筒望遠鏡的其中一個主鏡
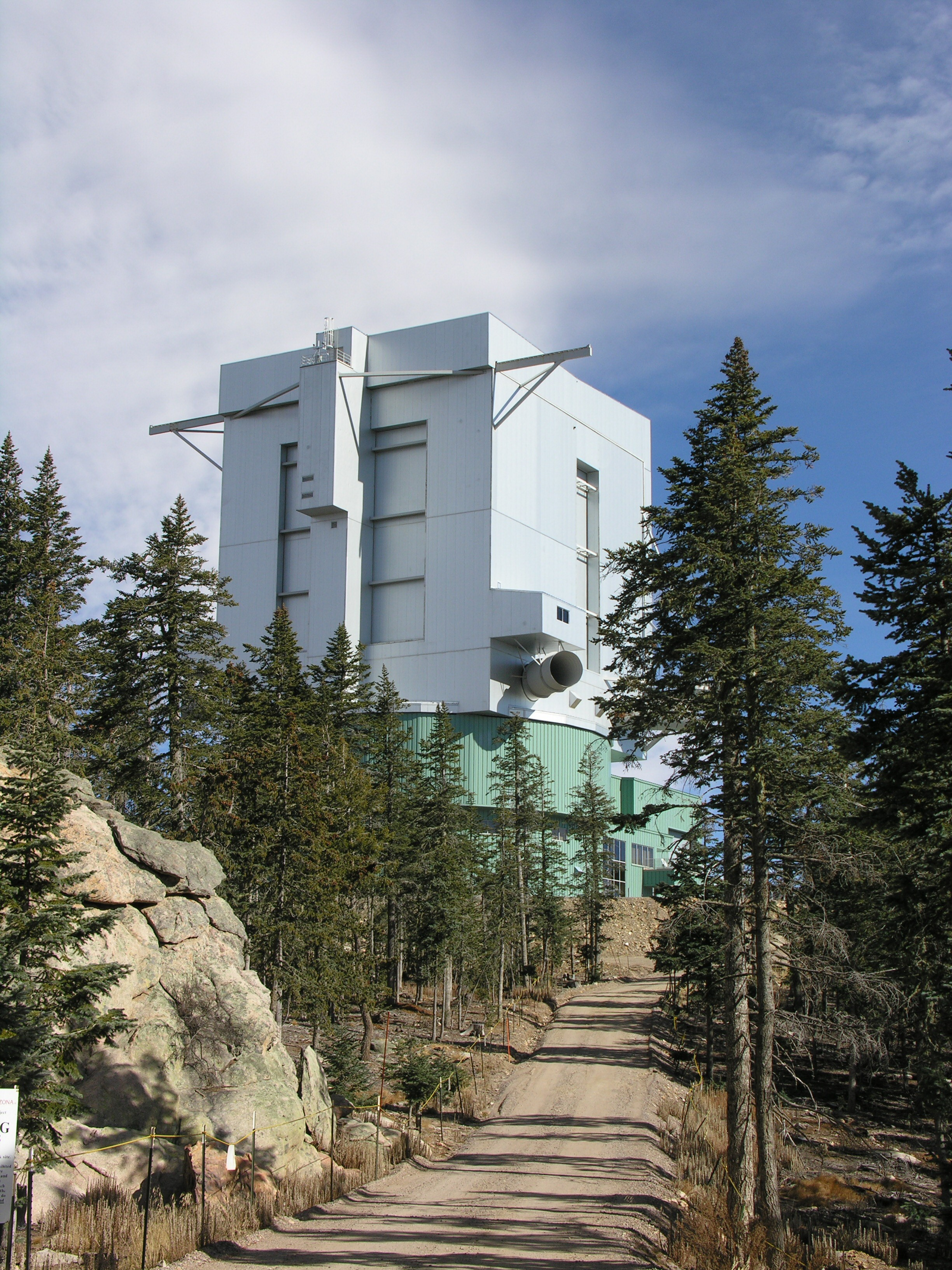
大双筒望远镜观测室外观，2006年11月。

## 其他格拉漢姆山國際天文台的設備
- 梵蒂岡先進技術望遠鏡